# Thelma Aldana

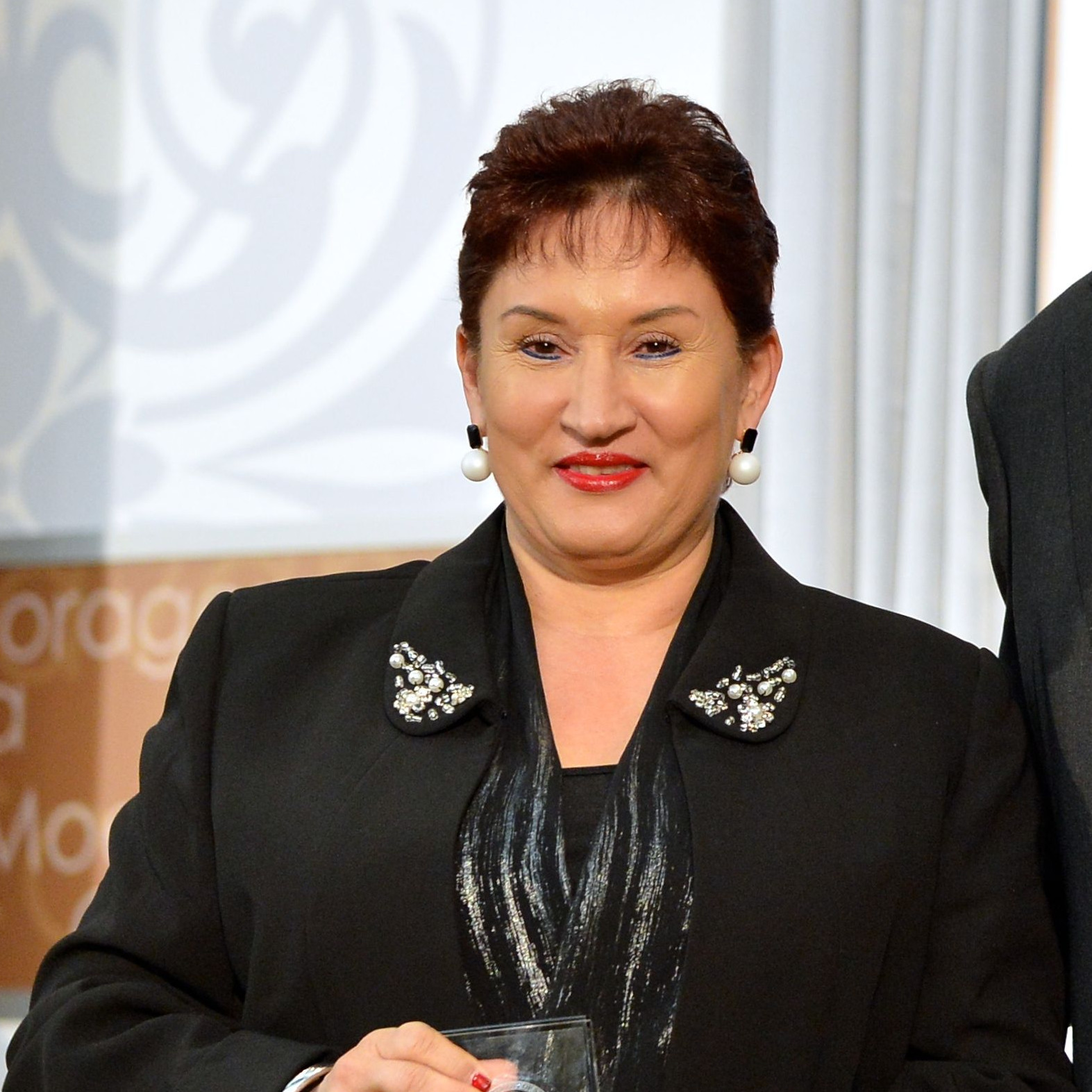
Thelma Adana (2016)

Thelma Esperanza Aldana Hernández de López (* 27. September 1955 in Gualán, Guatemala) ist eine Juristin aus Guatemala. Als Vorsitzende des Obersten Gerichts und Generalstaatsanwältin setzte sie sich für die Rechte von Frauen und Minderheiten und für die Aufdeckung von Korruption im Land ein.

## Leben
Thelma Aldana schloss 1982 ein Studium des Rechts an der Universidad de San Carlos in Guatemala ab. Danach arbeitete sie als Juristin und Notarin. 2007 machte sie einen postgradualen Abschluss für Zivil- und Prozessrecht an der Universidad de San Carlos und danach für Wirtschaftsrecht in Barcelona.
2009 wurde Thelma Aldana Mitglied des Obersten Gerichtshofes Guatemalas, den sie von 2011 bis 2012 leitete. In dieser Zeit schuf sie Tribunale und Gerichte gegen Gewalt an Frauen in verschiedenen Regionen des Landes. 2014 wurde Thelma Aldana zur Generalstaatsanwältin berufen. Sie leitete Programme zum Schutz von Frauen, Minderheiten und der indigenen Bevölkerung ein und setzte sich für die Aufarbeitung von Gewalttaten während des Bürgerkrieges von 1960 bis 1996 ein. Beim Kampf gegen Korruption ermittelte sie bald auch gegen Präsident Molina und weitere Mitglieder der Regierung. 2015 musste dieser nach landesweiten Protesten zurücktreten und wurde auf ihre Initiative verhaftet. Thelma Aldana arbeitete eng mit der Internationalen Kommission gegen Straflosigkeit in Guatemala und deren Leiter Iván Velásquez zusammen. Nachdem sie auch Verfahren gegen einen Sohn und einen Bruder des neuen Präsidenten Morales eingeleitet hatte, verlor sie dessen Unterstützung.
2018 kandidierte sie deshalb nicht erneut für eine Wiederwahl, ihre Nachfolgerin wurde María Consuelo Porras. Thelma Aldana lebt nach einigen Morddrohungen im Ausland an einem unbekannten Ort. Sie genießt eine hohe Popularität in Guatemala und wollte 2019 zur Präsidentschaftswahl als Kandidatin antreten. Am selben Tag, an dem sie als Präsidentschaftskandidatin registriert wurde, wurde ein Haftbefehl gegen sie wegen Unterschlagung und Steuerhinterziehung erlassen. Aldana bestritt die Vorwürfe. Im Mai 2019 wurde ihre Kandidatur vom Verfassungsgerichtshof abgelehnt. Die Begründung, sie würde über kein gültiges Führungszeugnis verfügen, bezeichnete Aldana als Vorwand, um ihre Kandidatur zu verhindern.

## Ehrungen (Auswahl)
Thelma Aldana erhielt einige internationale Auszeichnungen.
- 2015 Jaime-Brunet-Preis für Menschenrechte der Universidad de Navarra
- 2017 bei den 100 einflussreichsten Personen weltweit durch das Magazin Time
- 2018 Right Livelihood Award (Alternativer Nobelpreis, Ehrenpreis)[4]